# تويوتا كيكاي كونسبت
تويوتا كيكاي كونسبت Toyota Kikai Concept أي «فكرة كيكاي» هي نوع من السيارات الصغيرة قامت بعرضها شركة تويوتا في معرض طوكيو للسيارات في أكتوبر 2015 . السيارة كيكاي كونسبت من نوع السيارات الصغيرة المسماة كاي-كار، لكنها في هيئة «قضيب ساخن» hot rod حيث أن اجزائها الداخلية تكون عارية معرضة للهواء.
معني كلمة كيكاي باليابانية «آلة».

## اقرأ أيضا
- تويوتا إف سي في بلوس